# Medal Świętego Olafa
Medal św. Olafa (norw. St. Olavsmedaljen) – dziewiąte co do rangi odznaczenie państwowe w Norwegii. Ustanowił je król Haakon VII 17 marca 1939 roku. Przyznaje się je za "nadzwyczajne zasługi na rzecz promowania Norwegii za granicą oraz umacnianie więzi między Norwegami żyjącymi za granicą a krajem".
Medal św. Olafa wykonany jest w srebrze. Na awersie widnieje profil aktualnie panującego króla wraz z jego imieniem i mottem. Na rewersie znajduje się wizerunek herbu diecezji Trondheim, zwanego także krzyżem św. Olafa. Nad krążkiem medalu znajduje się monogram aktualnie panującego króla oraz korona królewska.
Odznaczenie to nosi się na piersi po lewej stronie.
Medal św. Olafa z gałązką dębową (norw. St. Olavsmedaljen med ekegren) jest przyznawany za zasługi wojenne i jest szóstym co do rangi odznaczeniem norweskim.
Medalu nie należy mylić z najwyższym odznaczeniem norweskim – Orderem św. Olafa.